# Чернігівський обласний театр ляльок імені Олександра Довженка
Черні́гівський обласни́й теа́тр ляльо́к і́мені Олекса́ндра Довже́нка — обласний дитячий театр ляльок у місті Чернігові.

## Загальні дані
Театр працює в приміщенні (місць в залі 170) і розташований за адресою: просп. Перемоги, 135, м. Чернігів-14013 (Україна).
Директор установи — Тетяна Василівна Коваль.
Художній керівник — заслужений артист України Віталій Володимирович Гольцов.

## Історія
Чернігівський театр ляльок засновано 1976 року. Першим головним режисером був Василь Ващаєв, першою виставою — «Срібне Копитце».
До першого акторського складу входили: Тетяна Гордіна, Олена Ващаєва, Ніна Засько, Олена Марченко, Ольга Рудько, Ганна Якушева, Віталій Гольцов.

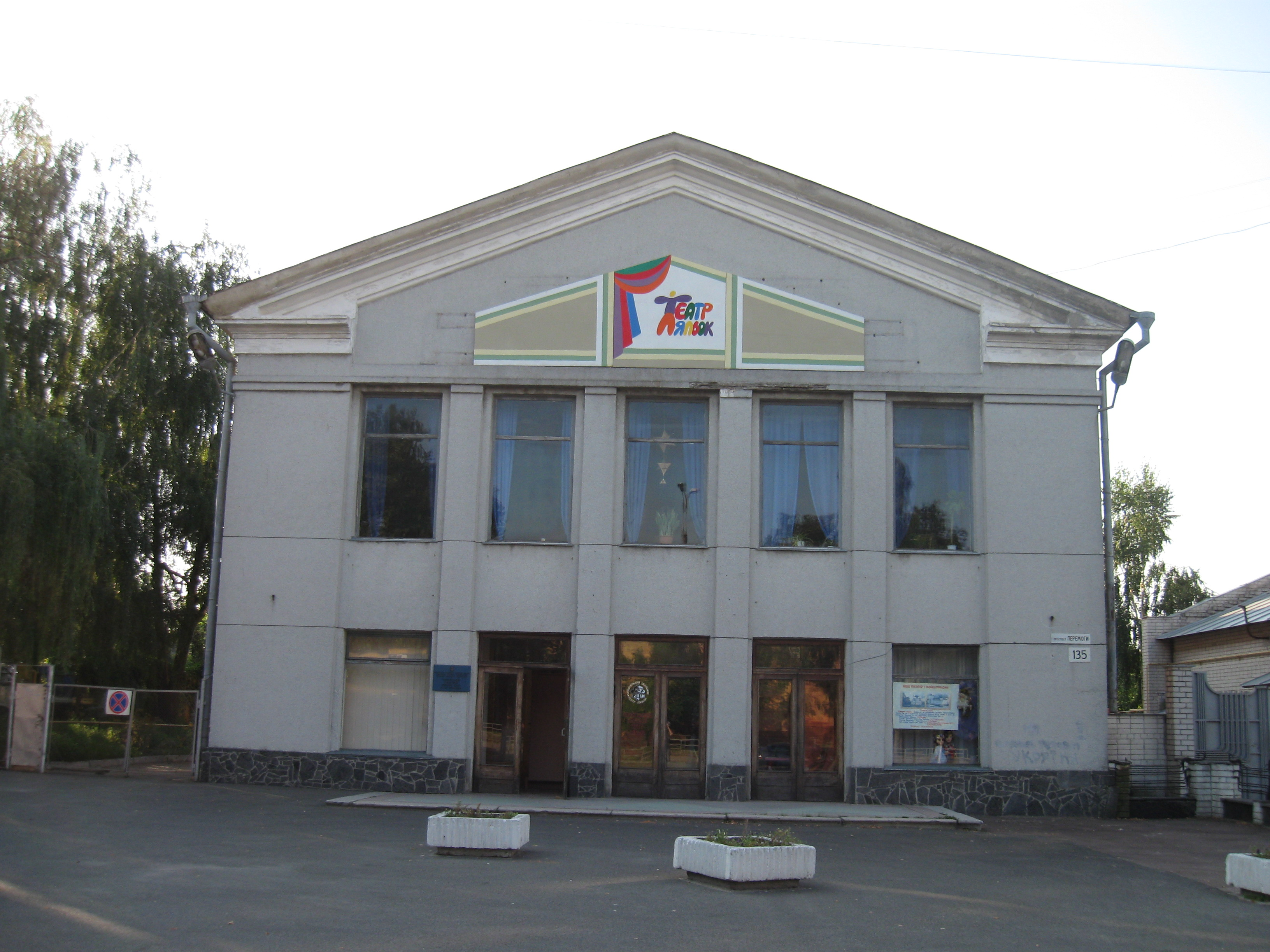
Театр у 2009 році.

У 1985 році при театрі організовано театр-студію «Молодіжна сцена». А 1988 року на базі театру було створено Чернігівський театр для дітей та молоді, що 1996 року оформився в окремі, нині діючі театральні заклади: Обласний театр ляльок ім. Олександра Довженка; і Обласний молодіжний театр (вул. Родимцева, 4).
30-річчя роботи у 2006 Чернігівський театр ляльок відсвяткував проведенням творчої акції «Ляльковий вернісаж», в ході якої були показані найкращі постановки колективу (зокрема, акція стартувала з вистави «Казка про Котигорошка»), а також театрів-колег з Києва та Херсона.

## Репертуар і діяльність
У репертуарі Чернігівського театру ляльок ім. Олександра Довженка — вистави для дітей та юнацтва.
У 1980-х яскраві вистави театру: «Ріт-Тім-Ті» Я. Вільковського, «Бабайка» Я. Макаріуса, «Військова таємниця» (за А. Гайдаром), «Малий і Карлсон, що живе на даху» за А. Ліндгрен, «Морозко» М. Шуринова. У діючому (станом на 2013 рік) репертуарі — 26 вистав, серед яких, і створені на основі українських народних казок «Вовченятко з казкової торби», «Подорож казками», «Пан Коцький», і вистави за творами класиків: І.Франка «Хитромудрий Їжак», Т.Шевченка «Великий льох», М.Коцюбинського «Казковий світ Михайла Коцюбинського».
При театрові існує Творча Експериментальна Майстерня (ТЕМ)для школярів. В ній навчають азам акторської майстерності і ставлять вистави.
За час існування Чернігівського театру ляльок ім. Олександра Довженка його колектив побував з гастролями в багатьох куточках колишнього Радянського Союзу. Вистави чернігівських лялькарів бачили, зокрема, юні жителі Грузії (Абхазії); Північної Осетії, Чечні, а також багатьох європейських країн; театр періодично бере участь у Міжнародних фестивалях театрів ляльок.
Починаючи від 1996 року на базі Чернігівського театру ляльок відбувається фестиваль «Чернігівські лялькові рандеву». Цей захід організовується один раз на 3 роки. Таким чином, 2008 року фестиваль відмітив перший ювілей — п'ятиріччя. Від 2002 року (ІІІ-й фестиваль) цей театральний форум працює у статусі фестивалю авторських вистав — до участі запрошуються колективи театрів ляльок з виставами, в яких режисер-постановник, або хтось з виконавців, одночасно є автором даного драматургічного матеріалу, і в яких зайнято не більше чотирьох артистів.

### «Вечірня сцена»
Станом на лютий 2018 року театр має в своєму репертуарі 3 вистави для дорослих: «Великий льох» за Т. Шевченком, «Гамлет-машина» Г. Мюллера в постановці В. Гольцова і «Ріка...Життя...» за мотивами автобіографії О. Довженка в постановці О. Ковшуна. П'єси для молоді та дорослих проходять ввечері о 19-00, це так звана «Вечірня сцена».

## Галерея
Відкриття сезону-2014 27 вересня 2014 року, вистава «Автоказка» (автор — Гольцов Віталій Володимирович).

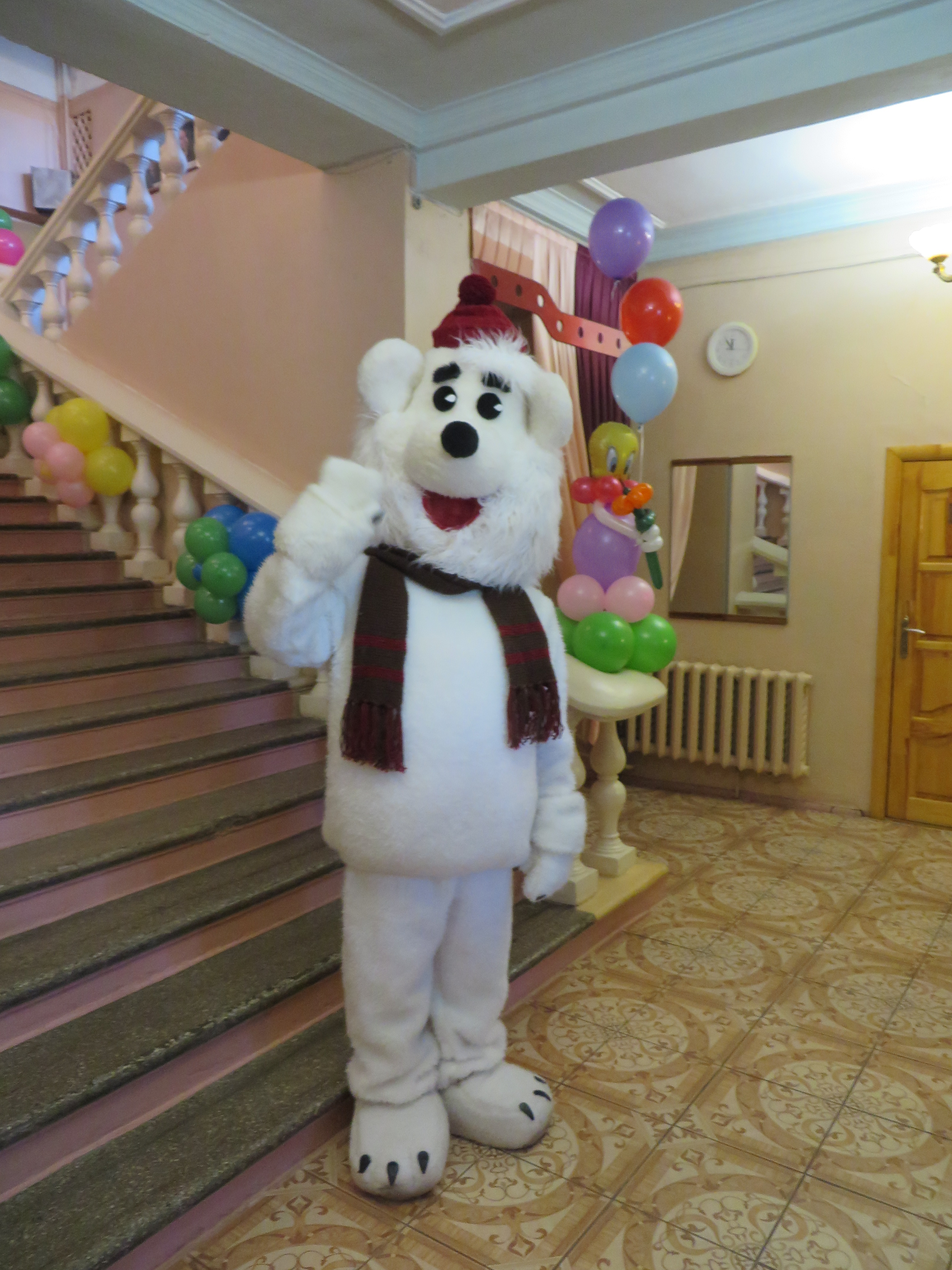
у фоє казковий білий швейцар
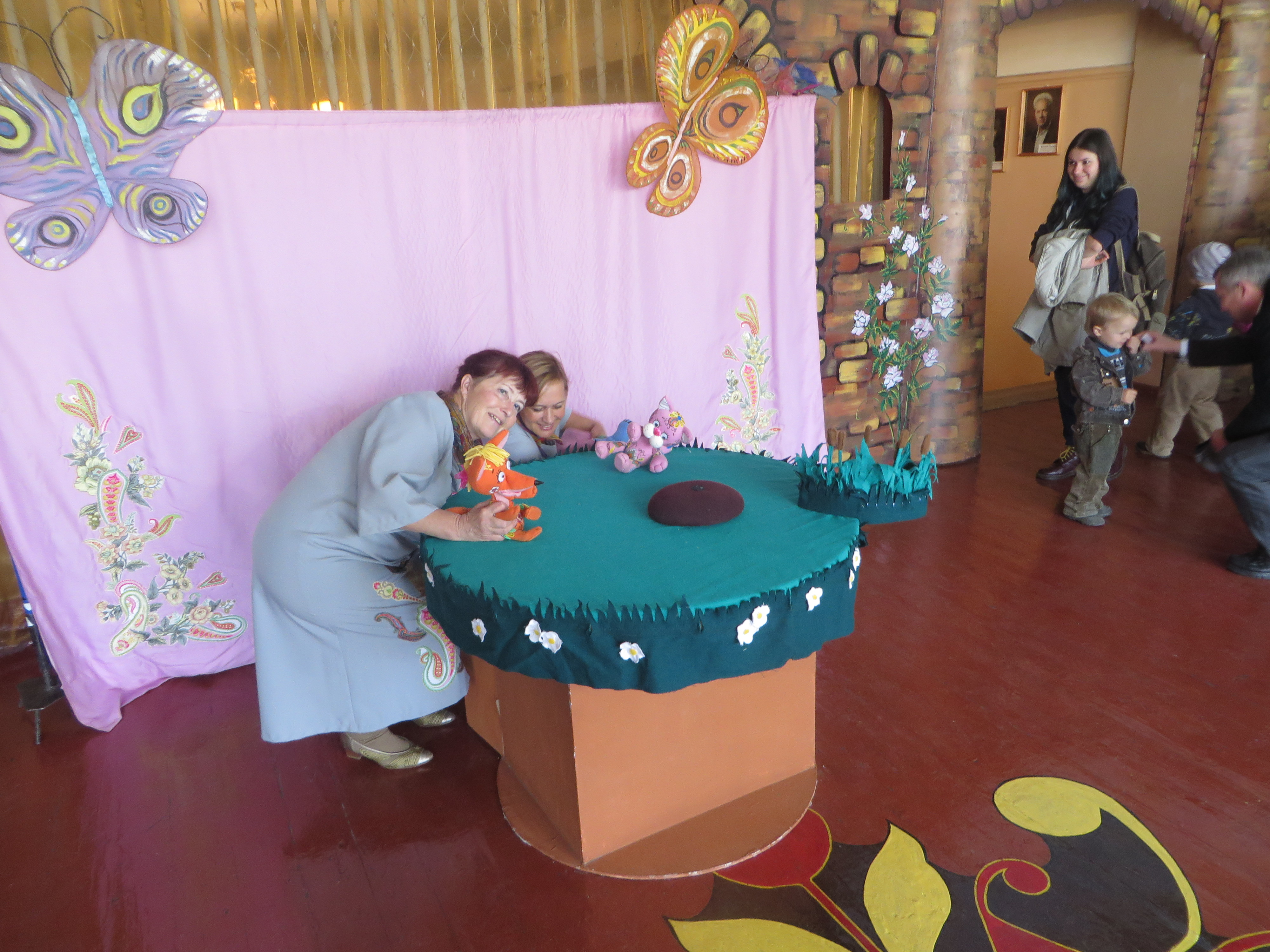
актори перед виставою
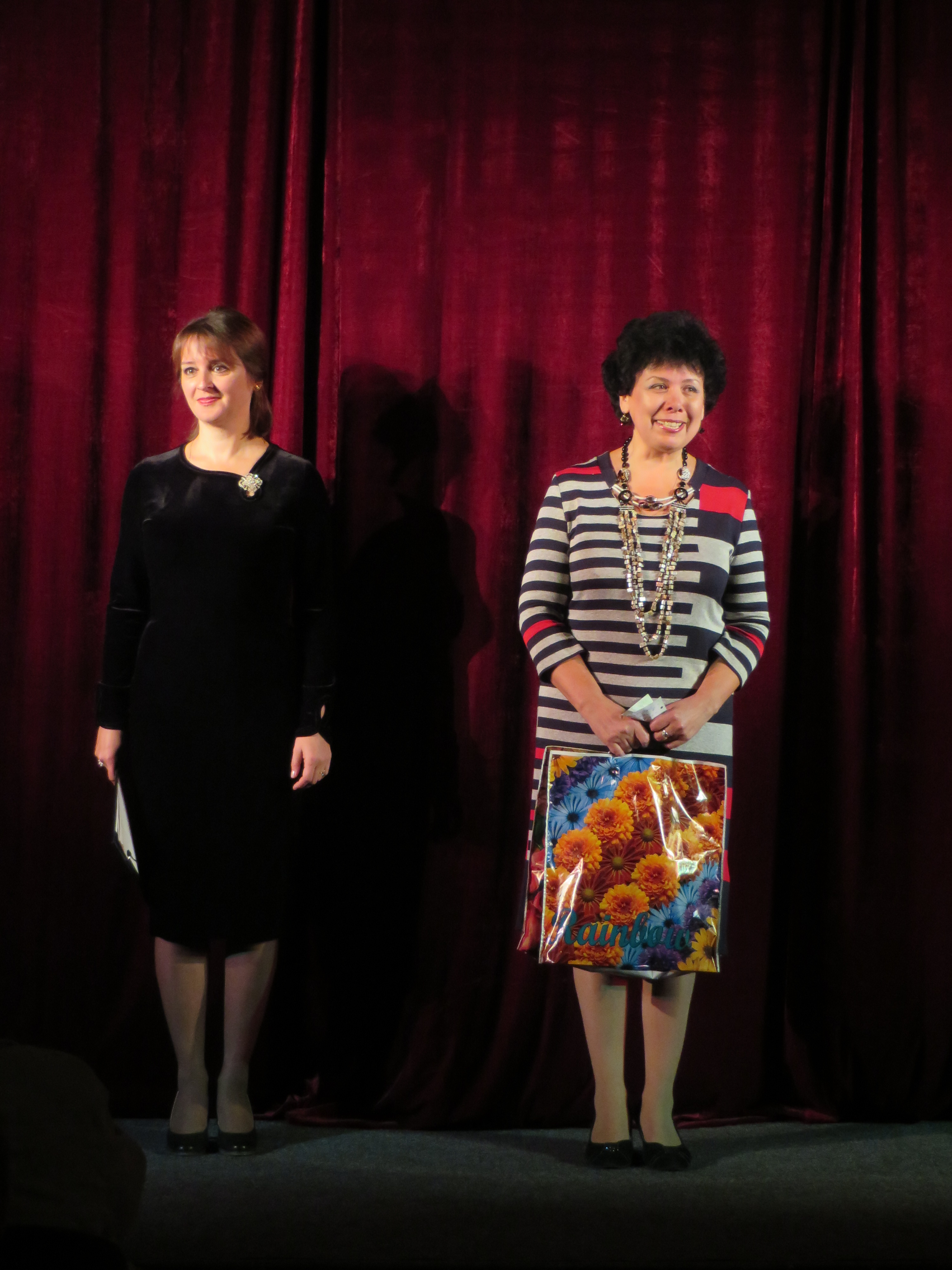
На сцені ведуча з директором театру, Тетяною Коваль
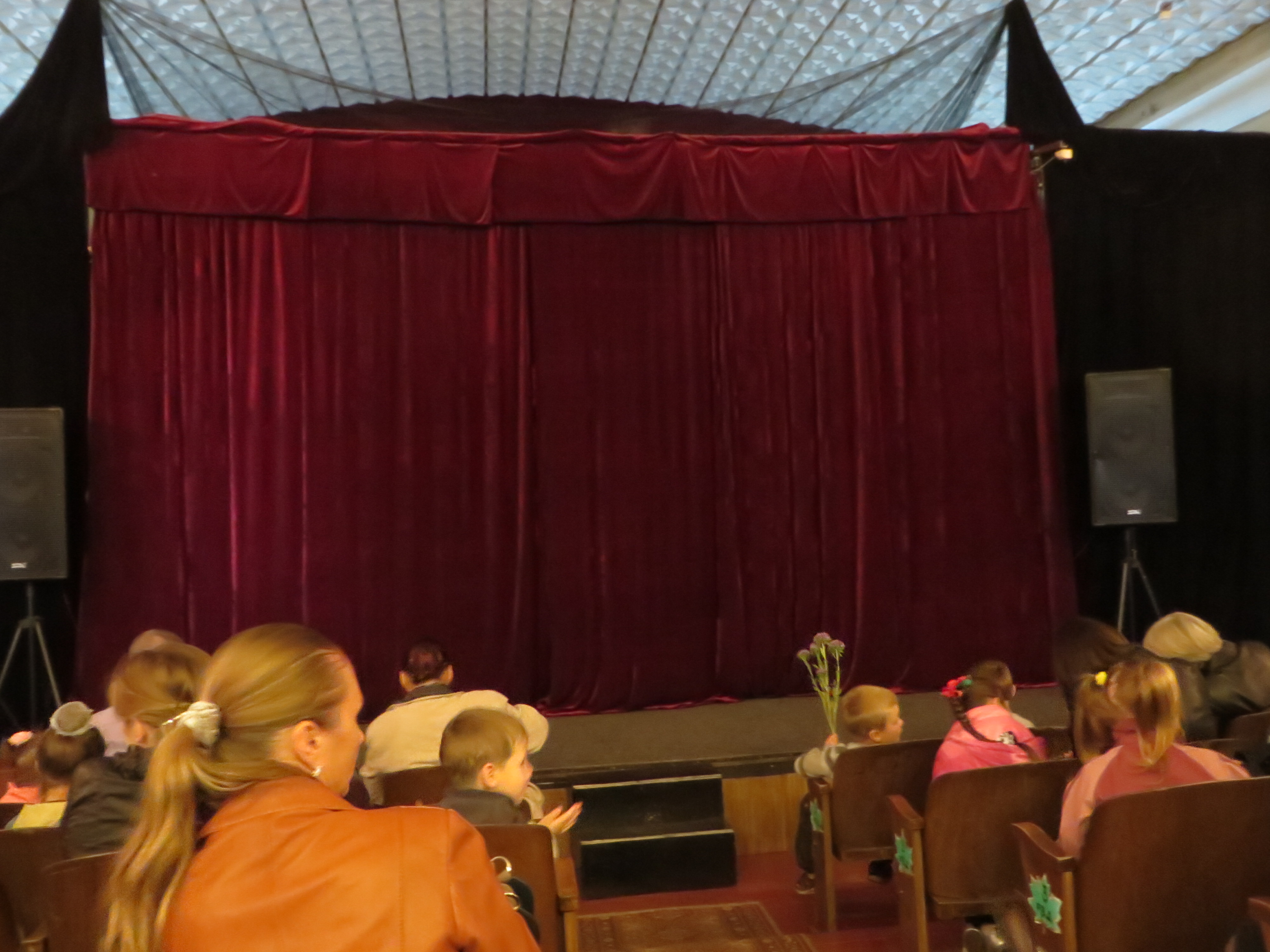
перед початком вистави
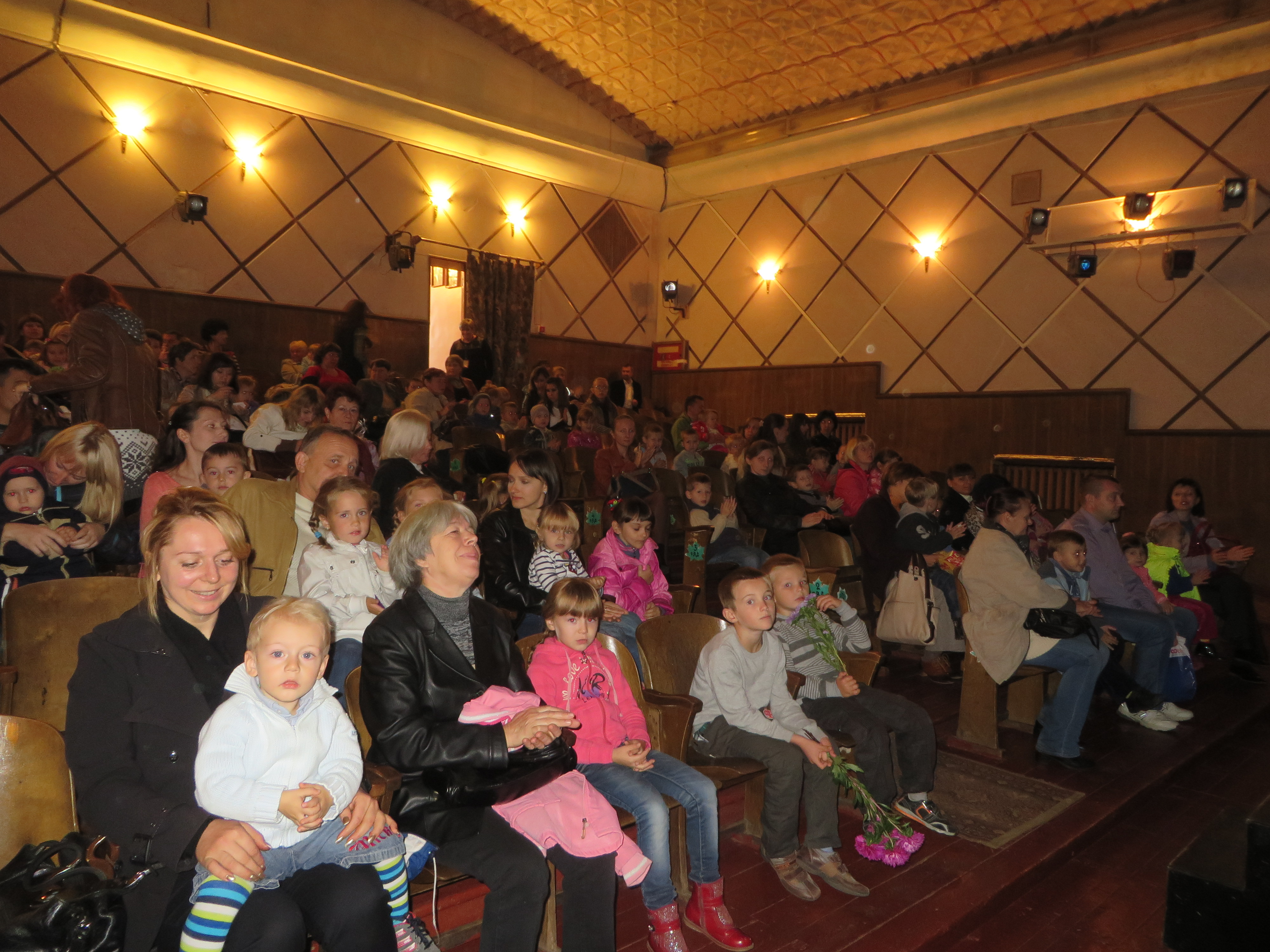
зал з глядачами
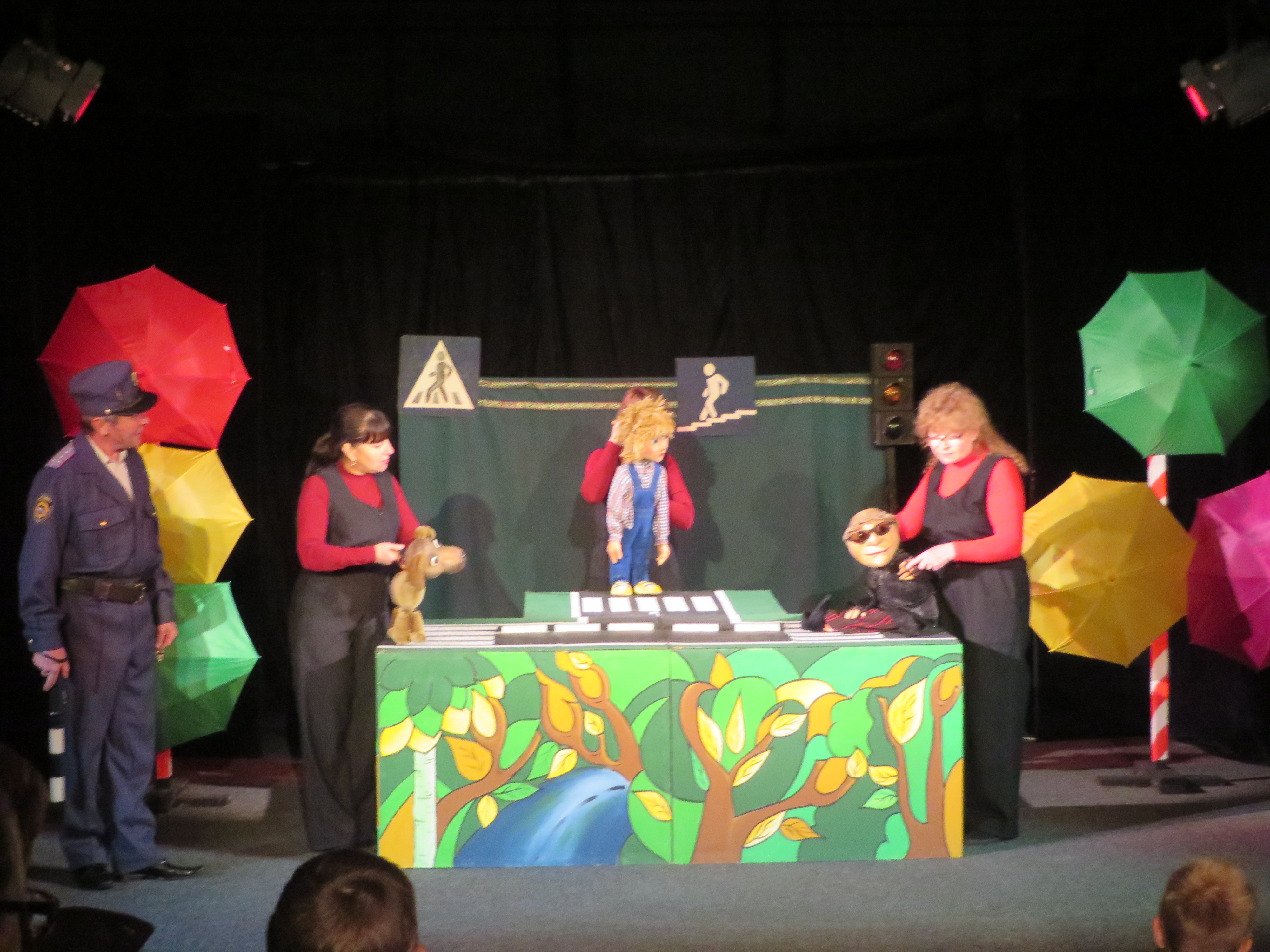
вистава
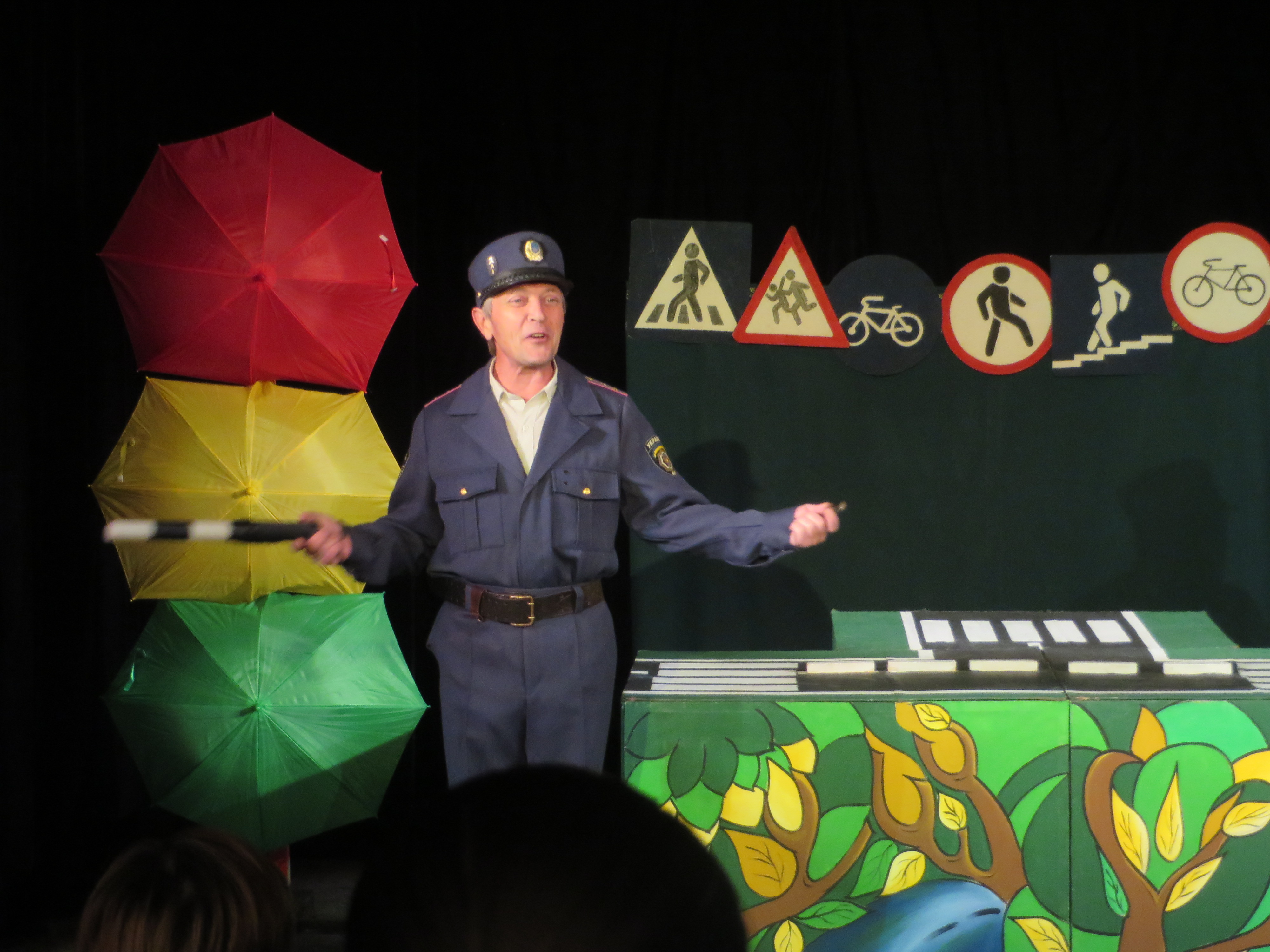
міліціонер
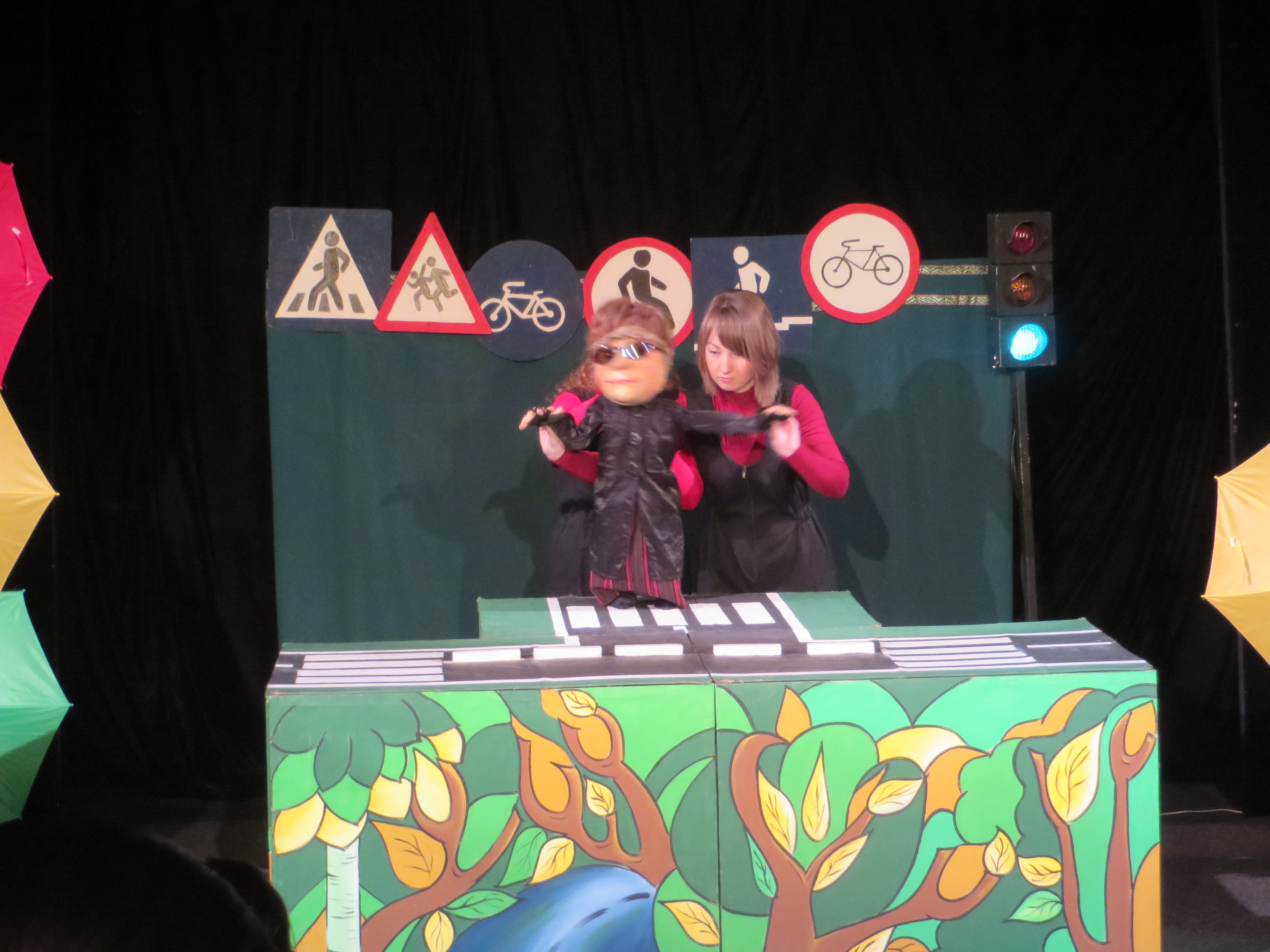

17 березня 2018 року, вистава «Гамлет-машина» (режисер — Гольцов Віталій Володимирович).

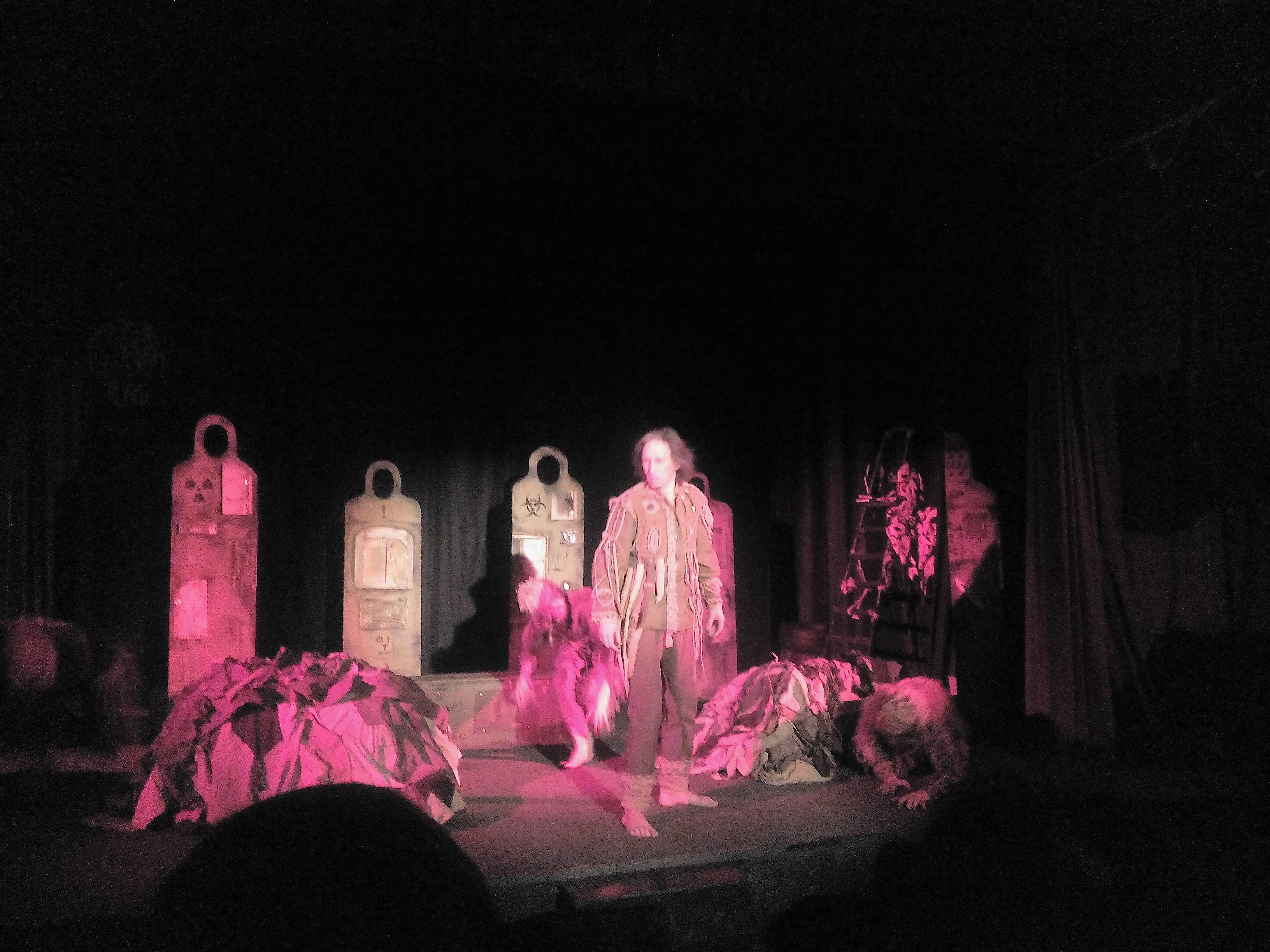
Олексій Биш в ролі Гамлета
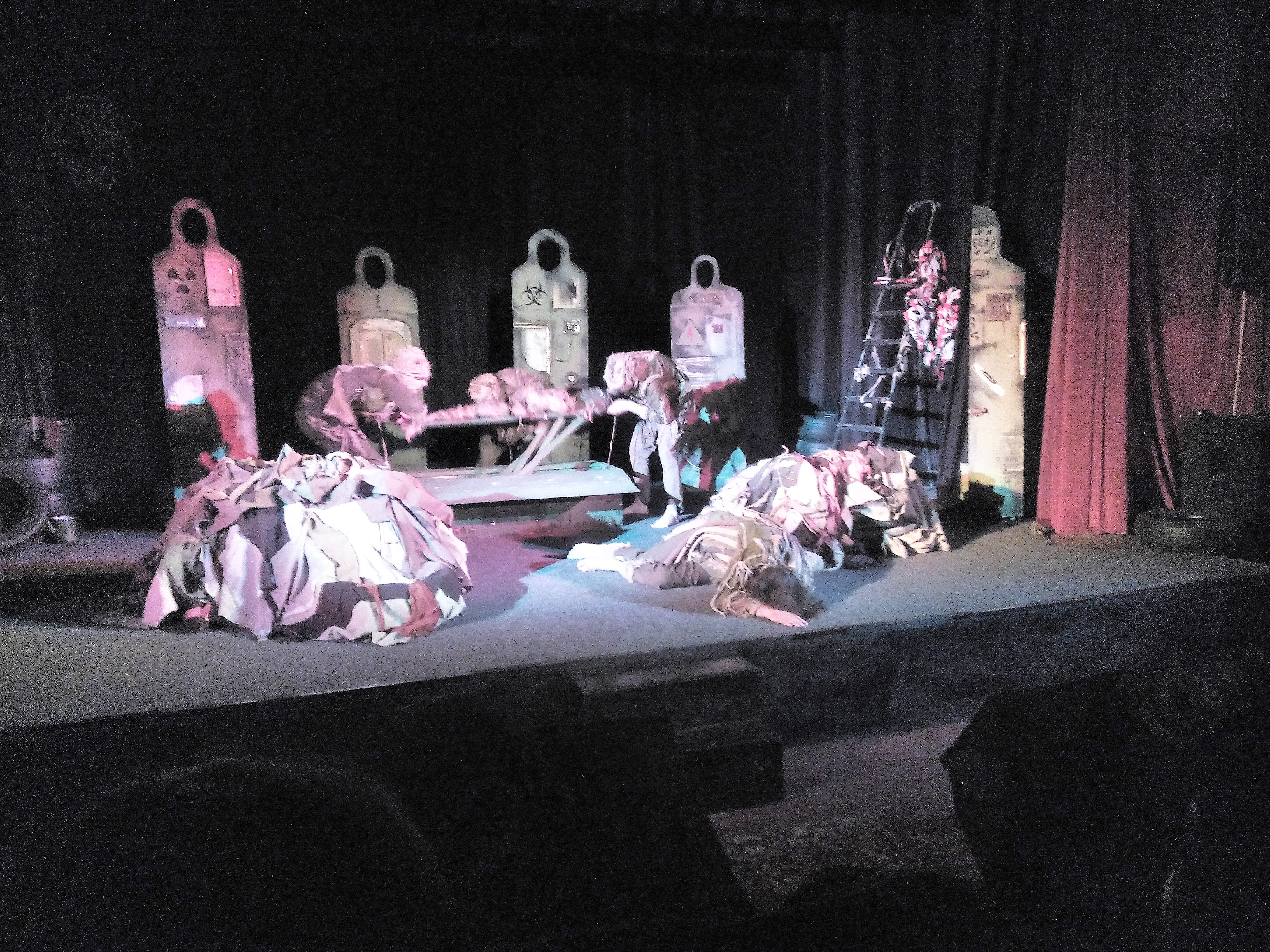
Олексій Биш в ролі Гамлета
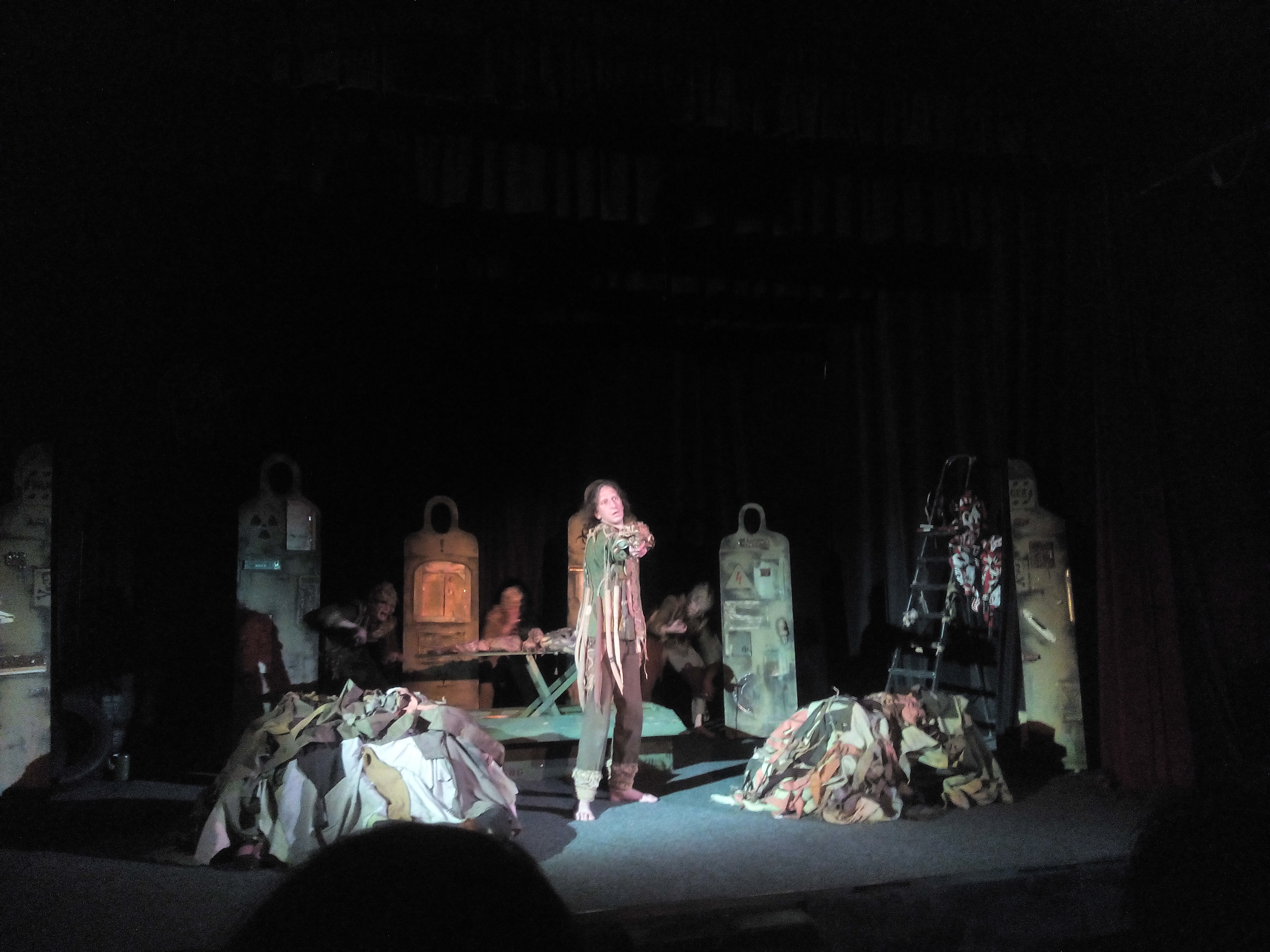
Олексій Биш в ролі Гамлета
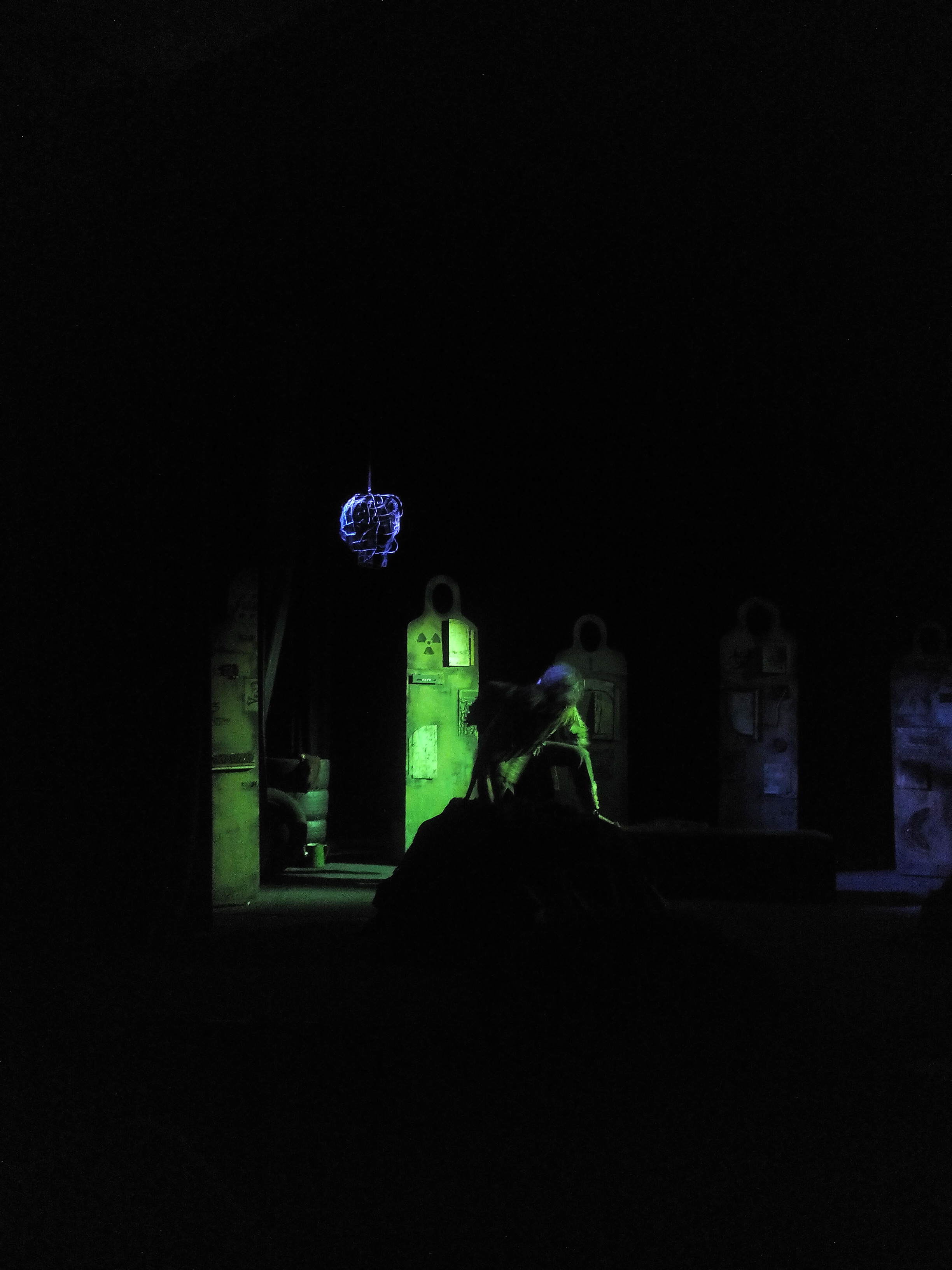
Олексій Биш в ролі Гамлета

## Виноски
1. ↑  30-річний ювілей святкує Чернігівський обласний дитячий ляльковий театр імені Довженка [Архівовано 15 листопада 2010 у Wayback Machine.] інф. за 18 листопада 2006 року на Національна радіокомпанія України [Архівовано 7 липня 2009 у Wayback Machine.]
2. ↑  Поліщук Тетяна Місце зустрічі — Чернігів. Казкарі та глядачі готуються до Фестивалю авторських вистав театрів ляльок стаття у газ. «День» за 12 листопада 2008 року
3. ↑  Щукіна, Юлія. Трагіфарс доби глобалізації. До свого 40-го сезону Чернігівський театр ляльок ім. О. Довженка представив глядачам прем’єру — «Гамлет-машина». "День". Архів оригіналу за 21 лютого 2018. Процитовано 20 лютого 2018.
4. ↑  Чернігівські лялькарі завершили театральний сезон мандрівками [Архівовано 21 лютого 2018 у Wayback Machine.], gorod.cn.ua, 4 липня 2017
5. ↑  Вистава для дорослих у театрі ляльок (відео). Архів оригіналу за 21 лютого 2018. Процитовано 20 лютого 2018.